# 黄腹山雀
黄腹山雀（学名：Pardaliparus venustulus）为山雀科山雀属的鸟类，俗名采花鸟、黄豆崽、黄点儿，是中国的特有物种。分布于甘肃、陕西、河南、山西、湖北、湖南、江苏、上海、浙江、江西、安徽、福建、广东、广西、四川、贵州、河北、北京等地，一般栖息于海拔500-2000米的山地、冬季在平原也可见到、常活动于高大的针叶树和阔叶树上以及或灌丛间。该物种的模式产地在四川奉节至湖北宜昌。